# Ивелич, Екатерина Марковна
Графиня Екатери́на Ма́рковна Иве́лич (1795—1838) — дочь генерал-лейтенанта и сенатора России графа М. К. Ивелича, родственница рода Пушкиных, приятельница О. С. Павлищевой, А. П. Керн и баронессы С. М. Дельвиг, поэтесса, автор эпиграмм и афоризмов.

## Биография
Родилась 5 (16) июля 1795 года в семье графа Марка Константиновича Ивелича, выходца из Черногории, поступившего на русскую службу и дослужившегося до чина генерал-лейтенанта и звания сенатора. Во время послелицейского пребывания А. С. Пушкина в Петербурге Екатерина жила по соседству с поэтом на Фонтанке, близ Калинкина моста. Пушкины считались родством с Ивеличами через Турчаниновых. Александр Сергеевич был частым посетителем Екатерины. Он называл её «милой кузиной», а его мать, Надежда Осиповна, — «племянницей». «Целую мою племянницу — графа», — писала из Ревеля Н. О. Пушкина Анне Петровне Керн 22 августа 1827 года.
Прозвище «Граф» Ивелич заслужила благодаря своим мужским манерам и привычке курить табак. «Некрасивая лицом, — писал современник, — она отличалась замечательным остроумием; её прозвища и эпиграммы действовали, как ядовитые стрелы. До конца жизни оставалась она в девицах и не любила, когда её подруги выходили замуж». В 1824 году с Ивелич познакомилась С. М. Салтыкова, будущая жена поэта А. А. Дельвига, и была возмущена её вульгарным тоном. Салтыкова сообщала подруге в письме: «Она больше походит на гренадера самого дурного тона, чем на барышню. Что за походка, что за голос, что за выражения! К тому же она нюхает табак и курит, когда никого нет; выкурила пять или шесть трубок при мне в течение одного вечера. Какова девица?». Однако, когда Салтыкова познакомилась с графиней Ивелич поближе, она переменила мнение о ней. «Я никак не предполагала, — писала она всё той же подруге, — что у неё столько ума и такая благородная страсть к поэзии. Ужасно досадно, что у неё, из-за её манер, вид мужчины. Она сама пишет русские стихи, и вовсе не плохие. Она уверяла меня, что Пушкин совсем не такой плохой человек, как о нём говорят, что этой репутации он не заслуживает, что он очень хороший малый и т. д.» Примечательно, что Баргенев, в свою очередь, со слов Соболевского, заявлял, что это сама Ивелич передавала матери А. С. Пушкина дурные слухи, распространявшиеся о нём в городе, а также то, что это именно она, Екатерина, выведена поэтом в «Руслане и Людмиле» под именем Дельфиры. Там Пушкин, описывая Людмилу, спрашивает:
«Скажите: можно ли сравнить
 Её с Дельфирою суровой?
 Одной — судьба послала в дар
 Обворожать сердца и взоры;
 Её улыбка, разговоры
 Во мне любви рождает жар.
 А та — под юбкою гусар,
 Лишь дайте ей усы да шпоры!
 Блажен, кого под вечерок
 В уединенный уголок
 Моя Людмила поджидает
 И другом сердца называет!
 Но верьте мне, блажен и тот,
 Кто от Дельфиры убегает
 И даже с нею незнаком».
Тем не менее, большинство знакомых графини утверждали, что дурное впечатление, появлявшееся при первом общении с ней, впоследствии сглаживалось благодаря её уму, блестящему остроумию, а также большой страсти к поэзии и искусству в целом. «Ивеличева за деньги переписывает ноты и нанимает ложу всякий раз, как дают Фенеллу», — писала 9 ноября 1835 года сестра А. С. Пушкина Ольга Павлищева своему мужу.
Графиня Ивелич прожила неполных 43 года и скончалась 7 (19) мая 1838-го.